# Електронски логор (филм)
Електронски логор је православни документарни филм продукције Острво, трајања 35 минута, који се бави биометријом као "жигом звери" из књиге Откривења. Циљ филма је да упозори православну јавност и вернике да је биометрија корак ка чиповању људи и електронском концентрационом логору. Филм је урађен са благословом епископа банатског г. Никанора. Има доста сличности са чувеним и контроверзним филмом "Дигитални анђео - жиг звери".

## У документарцу говоре:
- Александар Павић, политиколог и суоснивач Удружења Грађана "За живот без жига"
- архиђакон Радош Младеновић, управник духовног центра Светог Николаја Жичког
- Властимир Ђорђевић, потпредседник Адвокатске коморе Србије
- његово преосвештенство г. Никанор, владика банатски
- Слађан Михаљевић, православни публициста
- Оливер Суботић, теолог и информатичар